# Lagginhorn
Lagginhorn – szczyt w masywie Weissmies w Alpach Pennińskich, części Alp Zachodnich. Leży w Szwajcarii w kantonie Valais, 7 km od granicy z Włochami, na południe od Fletschhorn i na północ od Weissmies. Szczyt można zdobyć od strony zachodniej ze schroniska Weissmieshütte (2726 m) lub z Hohsaas (3142 m), albo od strony wschodniej ze schronu Lagginbiwak (2425 m).
Pierwszego odnotowanego wejścia dokonali E. L. Ames, Franz Andenmatten i Johann Josef Imseng 26 sierpnia 1856 r.